# 최광수 (건축가)
최광수(1957년 - 2007년 7월 29일)는 대한민국의 건축가이자 가수이다.
고려대학교 건축 공학과 재학 중에 연세대학교와 고려대학교가 연합한 밴드인 '라이너스'를 결성하고,  1979년에 동양방송 젊은이의 가요제에 '연'이라는 노래로 출전하여 우수상을 받았다.
대학 졸업 후 건축가로 활동하였으며, 1991년, 여의종합건축사 사무소를 설립하였다.
그러던 중 대학가요제 출신 밴드 멤버들과 연합하여 B.O.L.L을 결성하여 공연활동을 벌였으며, 2004년 1월 25일, 한국방송공사 열린음악회출연을 계기로 7080공연에 적극적으로 참여하였다.
2007년 7월 29일 자택에서 심장마비로 사망했다. 묘소는 경기도 고양(高陽) 덕양구(德陽區) 벽제동(碧蹄洞) 새문안 동산이다.